# Tampa Stadium
Tampa Stadium (conhecido também como Houlihan's Stadium de 1996 a 1998, e apelidado de "The Big Sombrero" devido ao formato) foi um estádio localizado em Tampa, Flórida, Estados Unidos. Foi a casa do time de futebol americano Tampa Bay Buccaneers da National Football League, onde realizava seus jogos entre 1976 a 1997 e também do time de futebol Tampa Bay Mutiny da MLS entre 1996 e 1998.
O estádio foi demolido após a construção do novo Raymond James Stadium, que foi inaugurado em 1998.